# Rock 'n' Roll Star
Singles de Oasis
Supersonic Shakermaker
Pistes de Definitely Maybe
Shakermaker
Rock 'n' Roll Star est la première piste de Definitely Maybe, premier album du groupe britannique Oasis sorti le 30 août 1994. C'est également le seul single d'Oasis à n'avoir été publié qu'en format single radio. Il a été diffusé sur 9 chaînes de radio régionales aux États-Unis.
La chanson a été incluse dans le DVD en spectacle (live) Familiar to Millions sorti en 2000. Une autre version en spectacle jouée le 2 juillet 2005 au City of Manchester Stadium est commercialisée sur le single Let There Be Love en 2005. Le morceau ouvre aussi Stop the Clocks, une compilation best of du groupe, sortie en 2006. Enfin, Rock 'n' Roll Star est incluse dans la version européenne du jeu vidéo Rock Band. Cette version comprend un outro et un solo de guitare différents de l'original.
La chanson a été clasée 89e meilleure chanson britannique de tous les temps par XFM en 2010.

## Paroles
Les paroles parlent du fait de vouloir devenir une vedette du rock 'n' roll (« Tonight I'm a rock'n'roll star »). Les paroles parlent aussi des rêves de Gallagher et de ses aspirations à devenir une star du rock ; enfin elles parlent de ses espoirs de déménager de Manchester.
Le personnage de la chanson clame qu'il veut prendre sa voiture pour partir loin et qu'il vit sa vie pour les étoiles qui brillent (« I live my life for the stars that shine, I'll take my car and drive real far »).

## Clip
Rock 'n' Roll Star a fait l'objet d'un clip promotionnel. Le clip a été tourné dans l'Essex en Angleterre à l'époque où le groupe enregistrait leur DVD/live Live by the Sea et dans ce clip on voit le groupe à Southend Pier, dans et autour du parc Adventure Island nommé ensuite Peter Pan's Playground ainsi que dans une allée qui est située à Southend Pier avant que ce ne soit brûlé en juin 1995[réf. nécessaire].

## Chanson de prédilection du groupe
Dans un entretien concernant le choix des chansons pour cet album, Noel Gallagher a commenté que ce morceau était probablement la meilleure chanson qu'il ait jamais faite[réf. nécessaire].
Cette chanson fait souvent partie de la setlist du groupe en tournée, le plus souvent en première position, car c'est Noel Gallagher qui choisit les chansons qui seront jouées et il faut dire que cet album est leur préféré, plus particulièrement cette chanson avec Supersonic, Cigarettes and Alcohol ainsi que Live Forever[réf. nécessaire].